# Festival de cinéma européen des Arcs 2016
Le Festival de cinéma européen des Arcs 2016, 8e édition du festival, s'est déroulé du 10 au 17 décembre 2016.

## Déroulement et faits marquants
C'est le film Glory de Kristina Grozeva et Petar Valtchanov qui remporte la Flèche de Cristal du meilleur film.

## Jury
- Radu Mihaileanu (président du jury), réalisateur
- Sebastian Schipper, acteur et réalisateur
- Bruno Coulais, compositeur
- Mélanie Bernier, actrice
- Ólafur Darri Ólafsson, acteur
- Catherine Corsini, réalisatrice
- Mélanie Doutey, actrice

## Sélection

### En compétition
- Clair Obscur (Tereddüt) de Yeşim Ustaoğlu
- Glory de Kristina Grozeva et Petar Valtchanov
- Home de Fien Troch
- L'Indomptée de Caroline Deruas
- The Young Lady (Lady Macbeth) de William Oldroyd
- Layla M. de Mijke de Jong
- Miséricorde de Fulvio Bernasconi
- Pyromaniac d'Erik Skjoldbjærg
- The Fixer d'Adrian Sitaru
- Zoologie de Ivan Tverdovski

## Palmarès
- Flèche de cristal : Glory de Kristina Grozeva et Petar Valtchanov.
- Grand prix du jury : Home de Fien Troch, mention à The Fixer d'Adrian Sitaru.
- Prix d'interprétation masculine : Tudor Istodor dans The Fixer.
- Prix d'interprétation féminine : Nora El Koussour dans Layla M..
- Prix de la meilleure musique : Nicola Piovani pour L'Indomptée.
- Prix de la meilleure photographie : Gösta Reiland pour Pyromaniac.
- Prix Cineuropa du meilleur film européen : The Young Lady (Lady Macbeth) de William Oldroyd
- Prix du Jury Jeunes : L'Indomptée de Caroline Deruas, mention à Zoologie de Ivan Tverdovski.
- Prix du Public : Layla M. de Mijke de Jong.
- Prix de la Presse : Glory de Kristina Grozeva et Petar Valtchanov.